# Championnats du monde de cyclisme sur route 1960
Navigation
Zandvoort 1959 Berne 1961
Les championnats du monde de cyclisme sur route 1960 ont eu lieu le 14 août 1960 au Sachsenring, pour les deux courses masculines et à Leipzig pour la course féminine, en Allemagne de l'Est.

## Résultats
| Épreuves :                          | Or                                   | Or              | Argent                                | Argent | Bronze                                 | Bronze |
| Épreuves masculines                 |                                      |                 |                                       |        |                                        |        |
| Hommes - course en ligne            | Rik Van Looy Belgique                | 7 h 47 min 27 s | André Darrigade France                | m.t.   | Pino Cerami Belgique                   | m.t.   |
| Hommes - amateurs - course en ligne | Bernhard Eckstein Allemagne de l'Est | -               | Gustav-Adolf Schur Allemagne de l'Est | -      | Willy Vanden Berghen Belgique          | -      |
| Épreuve féminine                    |                                      |                 |                                       |        |                                        |        |
| Femmes - course en ligne            | Beryl Burton Royaume-Uni             | -               | Rosa Sels Belgique                    | -      | Elisabeth Kleinhaus Allemagne de l'Est | -      |

## Tableau des médailles
| Rang  | Nation             | Or | Argent | Bronze | Total |
| ----- | ------------------ | -- | ------ | ------ | ----- |
| 1     | Belgique           | 1  | 1      | 2      | 4     |
| 2     | Allemagne de l'Est | 1  | 1      | 1      | 3     |
| 3     | Royaume-Uni        | 1  | 0      | 0      | 1     |
| 4     | France             | 0  | 1      | 0      | 1     |
| Total | Total              | 3  | 3      | 3      | 9     |